# Kamila Lićwinko

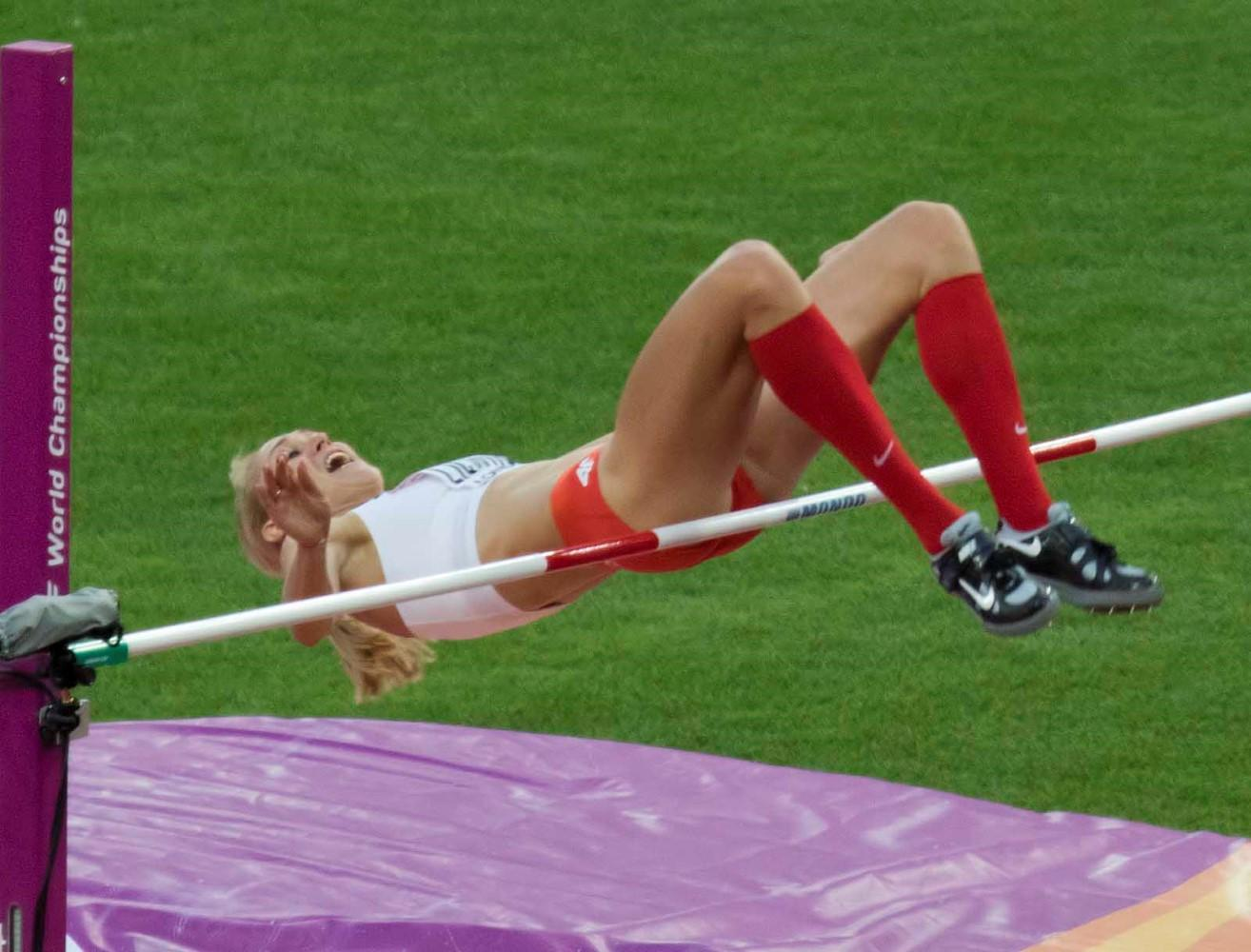
Londres 2017. Kamila Lićwinko, a medalha de bronze (salto em altura feminino)

Kamila Lićwinko (Bielsk Podlaski, 22 de março  de 1986)  é uma atleta polaca, especialista em salto em altura, entre 2005, em representação do Podlasie Białystok.

## Melhores marcas
| Tipo    | Evento           | Marca  | Local          | Data                 |
| ------- | ---------------- | ------ | -------------- | -------------------- |
| Outdoor | Salto em alatura | 1.99 m | Opole, Polônia | 9 de junho 2013      |
| Indoor  | Salto em alatura | 2.02 m | Toruń, Polônia | 21 de fevereiro 2015 |